# Merla roquera de Sharpe
La merla roquera de Sharpe (Monticola sharpei) és una espècie d'ocell de la família dels muscicàpids (Muscicapidae). Es troba a Madagascar. El seu hàbitat natural són els boscos tropicals i subtropicals de frondoses humits, tant de les terres baixes com de l'estatge montà. El seu estat de conservació es considera de risc mínim.
El nom específic de Sharpe fa referència a Richard Bowdler Sharpe (1847-1909), ornitòleg britànic.

## Taxonomia
La llista mundial d'ocells del Congrés Ornitològic Internacional (versió 12.1, gener 2022), considera que Monticola Sharpei té tres subespècies:
- Monticola sharpei erythronotus (Lavauden, 1929): extrem nord de Madagascar.
- Monticola sharpei sharpei (Gray, GR, 1871): est de Madagascar.
- Monticola sharpei bensoni (Farkas), 1971: sud-oest de Madagascar.

Tanmateix, altres obres taxonòmiques, com el Handook of the Birds of the World i la quarta versió de la BirdLife International Checklist of the birds of the world (Desembre 2019), consideren que la subespècie del nord de l'illa tindria la categoria d'espècie. Segons aquest criteri, doncs, hi hauria dues espècies separades:
- Monticola sharpei (strito sensu) - Merla roquera de Sharpe
- Monticola erythronotus - Merla roquera de l'Ambre